# لوست بلانت 3
لوست بلانت 3 (بالإنجليزية: Lost Planet 3)‏ هي لعبة فيديو من نوع تصويب منظور الشخص الثالث، تاريخ صدورها هو 27 أغسطس , 2013، وهي متوفرة على أجهزة مايكروسوفت ويندوز وبلاي ستيشن 3 وإكس بوكس 360. اللعبة من تطوير سبارك أنلميتد ومن نشر كابكوم.